# Pásnice (živočich)
Pásnice (Nemertea, Rhynchocoela, Nemertina, Nemertinea nebo Nemertini) je skupina živočichů zvnějšku podobná ploštěncům (byla s nimi řazena do skupiny Parenchymia), některými znaky se však zcela vymyká. V současnosti jsou pásnice řazené spíše do blízkosti kroužkovců a měkkýšů.
Jsou to podlouhlí červovití živočichové dlouzí od 1 cm až do několika metrů. Nad trávicí soustavou, která je úplná (tedy s vytvořeným řitním otvorem), je zvláštní dutina rhynchocoel, která může být jednoduchá nebo větvená a do které je zatažený chobot (proboscis), který má jedovou žlázu a po vytažení ústy nebo zvláštním otvorem nad nimi slouží k lovu nebo obraně.
Cévní soustava je uzavřená, cévy mají buněčnou výstelku. Krev obsahuje barviva (hemoglobin), dýchání celým povrchem těla. Do cév jsou zanořené plaménkové buňky, které sbírají odpad z krve. Rozmnožovací soustava je metamerická (opakuje se v pravidelných intervalech), larvou je pilidium (planktonní larva).
Pásnice jsou dravci, občas komenzálové. Mají jednoduchá očka sloužící k rozpoznání intenzity světla.

## Systém
- Třída: Anopla
  - Řád: Heteronemertea
    - Zástupce: pásmovka velká (Lineus longissimus) – dlouhá až 10 metrů, žije v severních mořích
    - Zástupce: pásmovka Lineus geniculatus – dlouhá několik decimetrů, žije ve Středozemním moři

  - Řád: Palaeonemertea
- Třída: Enopla
  - Řád: Bdellonemertea
  - Řád: Hoplonemertea
    - Zástupce: pásemnička sladkovodní (Prostoma graecense) – velká asi 1 cm, žije ve sladkých vodách Evropy

Tento tradiční systém však doznal změn díky novějším molekulárním fylogenetickým analýzám.
Třída Anopla se ukázala jako nepřirozená. Bazálně se odvětvující skupinou pásnic se jeví Palaeonemertea (česky prapásnice), kteří by, ač jsou zpravidla považováni za parafyletický taxon, nakonec mohli být přirozeným kladem. Bdellonemertea jsou vnitřní skupinou kladu Distromatonemertea, který je součástí Hoplonemertea, třída Enopla je tak totožná s kladem Hoplonemertea (česky bodcovci). Nově byly identifikovány klady Pilidiofora (česky pásmovky) a Distronematonemertea.
Současná představa fylogenetického stromu vypadá následovně:
|  | Heteronemertea                 |
|  |                                |
|  | Hubrechtidae (Hubrechtellidae) |
|  |                                |

|  | Cratenemertidae    |
|  |                    |
|  | Distromatonemertea |
|  |                    |

|  | Pelagica             |
|  |                      |
|  | Reptantia (parafyl.) |
|  |                      |

|  | Cratenemertidae    |
|  |                    |
|  | Distromatonemertea |
|  |                    |

|  | Pelagica             |
|  |                      |
|  | Reptantia (parafyl.) |
|  |                      |

|  | Heteronemertea                 |
|  |                                |
|  | Hubrechtidae (Hubrechtellidae) |
|  |                                |

|  | Cratenemertidae    |
|  |                    |
|  | Distromatonemertea |
|  |                    |

|  | Pelagica             |
|  |                      |
|  | Reptantia (parafyl.) |
|  |                      |

|  | Cratenemertidae    |
|  |                    |
|  | Distromatonemertea |
|  |                    |

|  | Pelagica             |
|  |                      |
|  | Reptantia (parafyl.) |
|  |                      |

|  | Heteronemertea                 |
|  |                                |
|  | Hubrechtidae (Hubrechtellidae) |
|  |                                |

|  | Cratenemertidae    |
|  |                    |
|  | Distromatonemertea |
|  |                    |

|  | Pelagica             |
|  |                      |
|  | Reptantia (parafyl.) |
|  |                      |

|  | Cratenemertidae    |
|  |                    |
|  | Distromatonemertea |
|  |                    |

|  | Pelagica             |
|  |                      |
|  | Reptantia (parafyl.) |
|  |                      |

|  | Heteronemertea                 |
|  |                                |
|  | Hubrechtidae (Hubrechtellidae) |
|  |                                |

|  | Cratenemertidae    |
|  |                    |
|  | Distromatonemertea |
|  |                    |

|  | Pelagica             |
|  |                      |
|  | Reptantia (parafyl.) |
|  |                      |

|  | Cratenemertidae    |
|  |                    |
|  | Distromatonemertea |
|  |                    |

|  | Pelagica             |
|  |                      |
|  | Reptantia (parafyl.) |
|  |                      |

Poznámky (▼):
1. ↑  Čeledi Carinomidae, Cephalothricidae, Tubulanidae
2. ↑  Čeledi Baseodiscidae, Lineidae, Mixolineidae, Poliopsiidae, Riseriellidae, Valenciniidae
3. ↑  Čeledi Amphiporidae, Carcinonemertidae, Emplectonematidae, Malacobdellidae, Ototyphlonemertidae, Plectonemertidae, Prosorhochmidae, Tetrastemmatidae
4. ↑  Čeledi Armaueriidae, Balaenanemertidae, Nectonemertidae, Phallonemertidae, Planktonemertidae
5. ↑  Čeledi Drepanophoridae, Paradrepanophoridae